# Marc Bouissou
Marc Bouissou, född 6 april 1931 i Joinville-le-Pont, död  23 november 2018 i Boulogne-Billancourt, var en fransk roddare.
Bouissou blev olympisk silvermedaljör i fyra utan styrman vid sommarspelen 1952 i Helsingfors.